# Chowsar
Chowsar (persiska: چوسر) är en ort i Iran.   Den ligger i provinsen Gilan, i den nordvästra delen av landet, 240 km nordväst om huvudstaden Teheran. Chowsar ligger 21 meter över havet och antalet invånare är 145.
Terrängen runt Chowsar är huvudsakligen platt, men åt sydost är den kuperad.Runt Chowsar är det tätbefolkat, med 659 invånare per kvadratkilometer. Närmaste större samhälle är Rasht, 16,2 km nordost om Chowsar. Trakten runt Chowsar består till största delen av jordbruksmark.